# 'Asir (vùng)
Vùng 'Asir (hay 'Aseer, tiếng Ả Rập: عسير ʿAsīr) là một vùng của Ả Rập Xê Út nằm tại miền tây nam của quốc gia này, được đặt tên theo bộ lạc ʿAsīr. Vùng có diện tích 76.693 kilômét vuông (29.611 dặm vuông Anh) và dân số ước tính là 1.913.392 vào năm 2010. Vùng có một đoạn biên giới ngắn với vùng Sa'dah của Yemen. Thủ phủ của vùng Asir là Abha, các đô thị khác là Khamis Mushait, Bisha và Bareq.
Về mặt địa lý, vùng 'Asir nằm trên một cao nguyên nhận được lượng mưa lớn hơn so với phần còn lại của đất nước, và có các đỉnh núi cao nhất đất nước như Jabal Sawda cao quanh mức 3.000 m gần Abha. Lượng mưa trung bình năm tại các vùng cao có thể dao động từ 300 mm đến 500 mm trong hai mùa mưa, mùa chính là tháng 3-4 và mùa còn lại là mùa hè. Nhiệt độ rất cực đoan, chênh lệch nhiệt trong ngày tại vùng cao ở mức lớn nhất thế giới.
'Asir có nhiều nông dân, họ trồng lúa mì và cây ăn quả nhờ hệ thống tưới tiêu được mở mang rất nhiều vào thời hiện đại.
'Asir được biết đến vì sản xuất cà phê, lúa mì, cỏ linh lăng, đại mạch, senna và nhũ hương. Lúa mì được trồng vào mùa hè còn vừng được trồng tại những nơi mưa nhiều trong vùng.
Năm 1920, Ibn Saud, người sáng lập Ả Rập Xê Út, bắt đầu thu hồi các lãnh địa bị mất của gia tộc và thống nhất hầu hết bán đảo dưới quyền cai trị của ông. Trong chiến dịch này, ông phái các chiến binh Bedouin hay còn gọi là Ikhwan đi chiếm lĩnh 'Asir, và từ đó 'Asir nằm dưới quyền kiểm soát của Nhà Saud, tình trạng này được chính thức hoá vào năm 1934 theo Hiệp định Taif giữa Ả Rập Xê Út và Yemen.
Vùng được chia thành 12 tỉnh (cùng dân số năm 2010):
- Abha (+366.551)
- Muhayil (+228.979)
- An-Namas (+54.119)
- Balqarn (+74.391)
- Bishah (+205.346)
- Khamis Mushayt (+512.599)
- Rijal Alma (+65.406)
- Zahran Al-Janub (+63.119)
- Tathlith (+59.188)
- Sarat Abidah (+67.120)
- Ahad Rifaydah (+113.043)
- Al-Majardah (+103.531)

Thống đốc
- Khalid bin Faisal (1971–2007)
- Faisal bin Khalid (2007–)